# Sur le chemin de la guerre
Pour plus de détails, voir Fiche technique et Distribution.
Sur le chemin de la guerre est un téléfilm biographique américain, produit par HBO et réalisé par John Frankenheimer, diffusé en 2002. Il traite de la guerre du Viêt Nam vue à travers les yeux du président américain Lyndon B. Johnson et les membres de son cabinet.

## Fiche technique
- Réalisation : John Frankenheimer
- Scénario : Daniel Giat
- Directrice de la photographie : Nancy Schreiber
- Musique : Gary Chang
- Format : Couleur - Son Dolby Digital
- Sociétés de production : Avenue Pictures Productions, Edgar J. Scherick Associates et   Home Box Office (HBO)
- Genre : Téléfilm dramatique
- Durée : 165 minutes
- Dates de diffusion : 
  -  États-Unis : 18 mai 2002 sur HBO
  -  France : 11 septembre 2003 (Festival de Deauville), 24 mai 2005 sur TMC[1]

## Distribution
- Michael Gambon (VF : Marc De Georgi) : Lyndon B. Johnson
- Donald Sutherland (VF : Jean-Pierre Moulin) : Clark Clifford
- Alec Baldwin (VF : Bernard Lanneau) : Robert McNamara
- Bruce McGill (VF : Marc Alfos) : George Wildman Ball
- James Frain (VF : Constantin Pappas) : Richard N. Goodwin
- Felicity Huffman : Lady Bird Johnson
- Frederic Forrest (VF : Pascal Renwick) : Earle Wheeler
- John Aylward (VF  : Raoul Delfosse): Dean Rusk
- Philip Baker Hall : Everett Dirksen
- Gary Sinise : George Wallace
- Tom Skerritt : William Westmoreland
- Cliff De Young  : McGeorge Bundy
- Chris Eigeman (VF : Stéphane Ronchewski) : Bill Moyers
- John Valenti : Jack Valenti
- Gerry Becker : Walt Whitman Rostow
- Sarah Paulson : Luci Baines Johnson
- Francis Guinan : Nicholas Katzenbach
- Curtis McClarin : Martin Luther King, Jr.
- Randy Oglesby (en) : John C. Stennis
- Patricia Kalember : Margaret McNamara
- Diana Scarwid : Clark Clifford
- Reed Diamond : l'officier Duty
- Madison Mason : John A. McCone
- Brenda Wehle : Juanita Roberts

Source et légende : Version française (VF) sur RS Doublage

## Commentaire
Il s'agit de la dernière réalisation de John Frankenheimer, qui meurt le 6 juillet 2002, quelques mois après la diffusion du téléfilm.